# Dream Theater
Дрим тијатер (енгл. Dream Theater - „позориште снова") је америчка метал група. Музика коју стварају спада у жанр прогресивног метала. Одликује их изузетна виртуозност и богатство стила, који комбинује различите музичке утицаје.
Дрим тијетар је продао преко 8 милиона ДВД-а и ЦД-а широм света.

## Биографија

### 1985-1989
Бенд је основан 1985. године, под именом Меџести (Majesty). Првобитну поставу су чинили бубњар Мајк Портној, гитариста Џон Петручи и басиста Џон Мајанг, који су се упознали на музичкој академији Беркли. Почели су са обрадама песама група Ајрон Мејден и Раш, а након што им се придружио клавијатуриста Кевин Мур, почињу да стварају и ауторски материјал. Први певач бенда, Крис Колинс, придружио им се 1986. године, и с њим су снимили свој први студијски снимак, лошијег квалитета, који је много година касније објављен под именом The Majesty Demos. Колинс је напустио бенд одмах након снимања овог материјала, а Петручи, Портној, Мајанг и Мур су наредних неколико година наставили да свирају искључиво инструменталну музику.
После промене имена бенда у Дрим Тијетар, на место певача долази Чарли Доминичи, са којим 1989. године издају први званични албум When Dream And Day Unite, који им отвара врата ка већим издавачким кућама. Запажени су од стране других музичара, критичара и публике као изузетно виртуозни музичари. Међутим, ни ова постава није дуго потрајала, јер су чланови бенда увидели да се Доминичијев стил певања не уклапа најбоље у музички стил нових песама, које су почели да пишу након објављивања албума, те је Доминичи напустио бенд.

### 1992-1998
Након потраге за новим вокалом, бенд се одлучио за канадског певача Џејмса Лабрија, изузетно талентованог тенора, који је до тада наступао са бендом Winter Rose. Са Лабријем 1992. године објављују култни албум Images and Words, са којим бенд постаје познат широм света. На поменутом албуму, по први пут у музичкој историји, стил свирања се разликовао од било чега другог до тада. Са примесама џеза, класике, метала, хард рока и симфонијског рока, Дрим Тијатер почиње да важи за својеврсну музичку атракцију. Са албума се издвајају песме: „Pull Me Under“, „Take The Time“ и „Another Day“, за које су снимљени запажени видео-спотови. Године 1993. објављују концертни албум , сниман у Лондону, и ВХС Live In Tokio.
Албум Awake објављују 1994. године, са хитовима попут: „Erotomania“, „Voices“, „Lie“, „The Silent Man“. По завршетку снимања албума бенд напушта клавијатуриста Кевин Мур, један од најзаслужнијих за звук бенда до тада. Као његову замену, остали чланови су прво позвали изузетно виртуозног пијанисту Џордана Рудеса, али је он то одбио, тако да је нови клавијатуриста постао Дерек Шеринијан. У тој постави 1995. године објављују мини албум A Change Of Seasons са насловном нумером од 23 минута и обрадама неких од њихових омиљених бендова, као што су Дип Парпл, Лед Цепелин, Пинк Флојд, Џенезис и других.
Албум Falling Into Infinity објављен је 1997. године и био је мање успешан код публике, пре свега због много блажег звука него на претходним албумима. Ипак, са овог албума се издвојило неколико песама које и данас бенд повремено свира на концертима: „Hollow Years“, „Take Away My Pain“, „Peruvian Skies“. Године 1998. објављују ВХС и дупли концертни албум , сниман у Француској, на турнеји која је пратила овај албум.

### 1999-2010
Мајк Портној није одустајао од тога да наговори Рудеса да се придружи бенду, и 1999. године овај је коначно пристао. Исте године издају албум Metropolis, Pt. 2: Scenes From a Memory, са Рудесом, који је заменио Дерека Шеринијана на месту клавијатуристе. Концептуално замишљен као представа у два чина подељена у сцене, албум прати главног јунака Николаса, који се путем хипнозе враћа у прошли живот, у 1928. годину, када је био жена (Викторија), да би открио да је брутално убијен. Године 2000. објављују албум Live Scenes From New York на коме свирају цео претходни албум од прве до последње песме, са много продужених деоница и театралних елемената, који се могу видети на истоименом видео издању.
Године 2002. објављују дупли албум Six Degrees of Inner Turbulence, који се у неким деловима критички осврће на Бушову политику, али и уводи много више утицаја класичне музике него претходни албуми. Већ следеће године обављују албум Train of Thought, најмрачнији до тада, чију турнеју тријумфално завршавају у престижној хали Будокан у Токију, концертом који је остао забележен на концертном албуму и ДВД-у. Године 2005. излази осми званични албум, симболично назван Octavarium, са насловном нумером дугом 24 минута.
У августу 2006, поводом двадесетогодишњице рада бенда, објављују званични дупли концертни албум са Њујоршком филхармонијом, под називом Score, на коме су свирали песме из свих периода каријере, чак и неке које нису успеле да се нађу на албумима.
Године 2007. издају девети албум Systematic Chaos. Такође снимају и спот за песму „Constant Motion“, после дуге паузе од средине деведесетих. Године 2009. објављују албум Black Clouds & Silver Linings, за који ће се испоставити да је последњи албум са једним од оснивача бенда, бубњарем Мајком Портнојем. Након турнеје која је пратила овај албум, Портној је предложио осталим члановима бенда да направе паузу у раду, наводећи као разлоге кризу креативности, али су они одбили овај предлог, што је резултовало Портнојевим напуштањем бенда, у септембру 2010. године.

### 2011-
Након дуге потраге за новим бубњарем, бенд се одлучио за познатог бубњара Мајка Мангинија, који је раније наступао са бендовима Annihilator, Extreme и као пратећи музичар Стива Ваја и Џејмса Лабрија. Мангини је у периоду 2002-2008. године оборио неколико светских рекорда у брзини свирања бубњева, а био је и професор бубњева на музичкој академији Беркли, да би напустио ту позицију 2010. године.
Са Мангинијем, Дрим Тијетар су 2011. године објавили повратнички албум A Dramatic Turn Of Events. Упркос коментарима једног дела публике (којима се придружио и Мајк Портној) да је овај албум настао копирањем најпознатијих песама са албума Images And Words, и публика и критика су га добро прихватили.
У септембру 2013. године објавили су студијски албум назван само именом групе, на којем се Мајк Мангини први пут укључио и у процес компоновања. Албум је добро прихваћен од стране публике, а критичари су истакли нешто мекши звук појединих песама у односу на претходних неколико албума групе.

## Спољни пројекти
Осим рада у матичном бенду, чланови Дрим Тијетра радили су и много пројеката са стране. Најпознатији од ових пројеката су Liquid Tension Еxperiment 1 и 2, инструментални албуми које су Петручи, Портној и Рудес снимили са басистом Тонијем Левином, те Liquid Trio Еxperiment, у постави без Петручија.
Џон Петручи је издао неколико соло албума, а наступао је и као члан гитарске супрегрупе G3, са Џоом Сатријанијем и Стивом Вајом, на турнеји која је забележена на издању G3 Live in Tokio.
Џордан Рудес је познат као класични пијаниста, а објављивао је албуме и са бендом Dixie Dregs и као члан дуета Rudess & Morgenstein. Џон Мајанг је такође члан и џез-рок састава Platypus, док је Џејмс Лабри издао неколико албума као члан бенда MullMuzzller и као соло музичар.
Мајк Портној је као студијски музичар свирао са много познатих музичара, а издавао је албуме и са бендовима Transatlantic и Avenged Sevenfold.
Од бивших чланова, музички најактивнији је клавијатуриста Кевин Мур, који је са својим бендом Chroma Key објавио три студијска албума, а 2003. године је са гитаристом Џимом Матеосом (из бенда Fates Warning) иницирао повремени студијски пројекат OSI, који је до сада објавио четири албума на којима су свирали неки од најпознатијих прогресивних музичара: басисти Шон Малоун (Cynic) и Џои Вера (Fates Warning), бубњари Мајк Портној и Гевин Харисон (Porcupine Tree), певачи Стивен Вилсон (Porcupine Tree) и Микаел Акерфелт (Opeth), и други.
Певач Чарли Доминичи дуго је био музички неактиван, да би у периоду 2005-2008. године објавио трилогију соло албума, док је клавијатуриста Дерек Шеринијан након напуштања бенда објавио чак седам соло албума (углавном у џез-рок маниру), али и наставио да наступа као пратећи музичар са познатим именима, као што су Алис Купер, група Кис, Ингве Малмстен и Били Ајдол. Од свих чланова Дрим Тијетра, једино је Шеринијан наступао у Србији, и то два пута: 1990. године са Алисом Купером у Београду и 2006. године са Билијем Ајдолом на фестивалу Егзит.

## Дискографија
- 1989 -
- 1992 -
- 1993 - Live at Marquee - концертни албум
- 1994 -
- 1995 - A Change of Seasons - мини албум
- 1997 -
- 1998 - Once in a LiveTime - дупли концертни албум
- 1999 -
- 2001 - Live Scenes from New York - троструки концертни албум
- 2002 - Six Degrees of Inner Turbulence - дупли албум
- 2003 -
- 2004 - Live at Budokan - троструки концертни албум
- 2005 -
- 2006 - Score - троструки концертни албум
- 2007 -
- 2008 - Greatest Hit (...and 21 Other Pretty Cool Songs) - дупли компилацијски албум
- 2008 - Chaos in Motion (2007-2008) - концертни албум
- 2009 -
- 2009 - Wither - мини албум
- 2011 -
- 2013 -
- 2013 - Live at Luna Park - концертни албум
- 2014 - Breaking the Fourth Wall - концертни албум
- 2016 -
- 2019 -
- 2020 - Distant Memories - Live in London - дупли концертни албум
- 2021 -
- 2025 -

## Састав

### Садашњи чланови
- Џејмс Лабри - вокали (1991-данас)
- Џон Петручи - гитаре и пратећи вокали (1985-данас)
- Џон Мајанг - бас-гитара (1985-данас)
- Џордан Рудес - клавијатуре (1999-данас)
- Мајк Портној - бубњеви и пратећи вокали (1985-2010; 2023-данас)

### Бивши чланови
- Мајк Менџини - бубњеви (2011-2023)
- Крис Колинс - вокали (1985-1986)
- Кевин Мур - клавијатуре (1985-1994)
- Чарли Доминичи - вокали (1987-1990)
- Дерек Шеринијан - клавијатуре (1995-1999)